# E-Prix de Al-Diriyah de 2018
El Al-Diriyah ePrix de 2018; oficialmente 2018 Saudia Ad Diriyah E-Prix, fue una carrera de monoplazas eléctricos del campeonato de la FIA de Fórmula E que tuvo lugar el 15 de diciembre de 2018 en el circuito callejero de Al-Diriyah de Arabia Saudita.

## Clasificación
Resultados
| Pos.    | Nº | Piloto                 | Equipo                    | Tiempo   | Diferencia | P. |
| ------- | -- | ---------------------- | ------------------------- | -------- | ---------- | -- |
| 1       | 28 | António Félix da Costa | BMW i Andretti Motorsport | 1:17.728 | —          | 1  |
| 2       | 8  | Tom Dillmann           | NIO Formula E Team        | 1:17.893 | +0.165     | 22 |
| 3       | 7  | José María López       | Geox Dragon Racing        | 1:18.113 | +0.385     | 2  |
| 4       | 23 | Sébastien Buemi        | Nissan e.dams             | 1:18.269 | +0.541     | 3  |
| 5       | 5  | Stoffel Vandoorne      | HWA Racelab               | 1:18.490 | +0.762     | 4  |
| 6       | 2  | Sam Bird               | Envision Virgin Racing    | 1:18.511 | +0.783     | 19 |
| 7       | 25 | Jean-Éric Vergne       | DS Techeetah              | 1:18.571 | +0.843     | 5  |
| 8       | 4  | Robin Frijns           | Envision Virgin Racing    | 1:19.036 | +1.308     | 20 |
| 9       | 64 | Jérôme d'Ambrosio      | Mahindra Racing           | 1:19.077 | +1.349     | 6  |
| 10      | 36 | André Lotterer         | DS Techeetah              | 1:19.317 | +1.589     | 7  |
| 11      | 11 | Lucas Di Grassi        | Audi Sport ABT Schaeffler | 1:19.527 | +1.799     | 18 |
| 12      | 20 | Mitch Evans            | Panasonic Jaguar Racing   | 1:19.712 | +1.984     | 8  |
| 13      | 22 | Oliver Rowland         | Nissan e.dams             | 1:19.755 | +2.027     | 14 |
| 14      | 16 | Oliver Turvey          | NIO Formula E Team        | 1:19.912 | +2.184     | 21 |
| 15      | 17 | Gary Paffett           | HWA Racelab               | 1:19.929 | +2.201     | 9  |
| 16      | 48 | Edoardo Mortara        | Venturi Formula E Team    | 1:20.330 | +2.602     | 13 |
| 17      | 27 | Alexander Sims         | BMW i Andretti Motorsport | 1:20.367 | +2.639     | 10 |
| 18      | 66 | Daniel Abt             | Audi Sport ABT Schaeffler | 1:20.385 | +2.657     | 11 |
| 19      | 19 | Felipe Massa           | Venturi Formula E Team    | 1:20.407 | +2.679     | 12 |
| 20      | 3  | Nelson Piquet, Jr.     | Panasonic Jaguar Racing   | 1:21.489 | +3.761     | 15 |
| 21      | 6  | Maximilian Günther     | Geox Dragon Racing        | 1:21.883 | +4.155     | 16 |
| 22      | 94 | Felix Rosenqvist       | Mahindra Racing           | 1:23.037 | +5.309     | 17 |
| Fuente: |    |                        |                           |          |            |    |

Notas:
1. ↑  «2018 Saudia Ad Diriyah E-Prix». www.ad-diriyah-eprix.com (en inglés). Archivado desde el original el 19 de octubre de 2019. Consultado el 3 de enero de 2018.
2. ↑  A Tom Dillmann se le eliminaron todos sus tiempos de vuelta porque superó la cantidad máxima permitida de vueltas de clasificación y para su monoplaza que carece de un sensor de registro de datos.
3. 1 2 3 4  Los mejores tiempos de vuelta de Robin Frijns, Sam Bird, Lucas Di Grassi y Oliver Rowland fueron eliminados por más de 250 kW (340 hp) de potencia.
4. ↑  Los tiempos de vuelta de Oliver Turvey fueron invalidados para un sensor de registro de datos.
5. ↑  Edoardo Mortara fue penalizado con tres posiciones después de que el equipo Venturi transgredió la guía de implementación del software de la batería.
6. ↑  «Round 1 – Ad Diriyah ePrix: ABB FIA Formula E Championship Booklet». FIA Fórmula E. 15 de diciembre de 2018. Consultado el 3 de enero de 2019.

## Carrera
Resultados
| Pos.    | Nº | Piloto                 | Equipo                    | Vtas. | Tiempo/Retirado | P. | Puntos |
| ------- | -- | ---------------------- | ------------------------- | ----- | --------------- | -- | ------ |
| 1       | 28 | António Félix da Costa | BMW i Andretti Motorsport | 33    | 46:29.377       | 1  | 28     |
| 2       | 25 | Jean-Éric Vergne       | DS Techeetah              | 33    | +0.462          | 5  | 18     |
| 3       | 64 | Jérôme d'Ambrosio      | Mahindra Racing           | 33    | +4.033          | 6  | 15     |
| 4       | 20 | Mitch Evans            | Panasonic Jaguar Racing   | 33    | +5.383          | 8  | 12     |
| 5       | 36 | André Lotterer         | DS Techeetah              | 33    | +5.579          | 7  | 11     |
| 6       | 23 | Sébastien Buemi        | Nissan e.dams             | 33    | +6.625          | 3  | 8      |
| 7       | 22 | Oliver Rowland         | Nissan e.dams             | 33    | +9.105          | 14 | 6      |
| 8       | 66 | Daniel Abt             | Audi Sport ABT Schaeffler | 33    | +9.819          | 11 | 4      |
| 9       | 11 | Lucas Di Grassi        | Audi Sport ABT Schaeffler | 33    | +10.936         | 18 | 2      |
| 10      | 3  | Nelson Piquet, Jr.     | Panasonic Jaguar Racing   | 33    | +11.564         | 15 | 1      |
| 11      | 2  | Sam Bird               | Envision Virgin Racing    | 33    | +11.747         | 19 |        |
| 12      | 4  | Robin Frijns           | Envision Virgin Racing    | 33    | +12.189         | 20 |        |
| 13      | 16 | Oliver Turvey          | NIO Formula E Team        | 33    | +13.104         | 21 |        |
| 14      | 8  | Tom Dillmann           | NIO Formula E Team        | 33    | +14.273         | 22 |        |
| 15      | 6  | Maximilian Günther     | Geox Dragon Racing        | 33    | +16.161         | 16 |        |
| 16      | 5  | Stoffel Vandoorne      | HWA Racelab               | 33    | +20.013         | 4  |        |
| 17      | 19 | Felipe Massa           | Venturi Formula E Team    | 33    | +43.610         | 12 |        |
| 18      | 27 | Alexander Sims         | BMW i Andretti Motorsport | 33    | +47.412         | 10 |        |
| 19      | 48 | Edoardo Mortara        | Venturi Formula E Team    | 32    | +1 vuelta       | 13 |        |
| Ret     | 7  | José María López       | Geox Dragon Racing        | 25    | Accidente       | 2  |        |
| Ret     | 17 | Gary Paffett           | HWA Racelab               | 9     | Retirado        | 9  |        |
| Ret     | 94 | Felix Rosenqvist       | Mahindra Racing           | 8     | Trompo          | 17 |        |
| Fuente: |    |                        |                           |       |                 |    |        |

Notas:
1. ↑  3 puntos por obtener lapole position
2. ↑  1 punto por obtener la vuelta rápida.
3. ↑  Felipe Massa fue penalizado dos veces por medio minuto por usar el FanBoost antes de lo permitido y por usar el sistema con 150 kW (200 hp) de energía en lugar de 100 kW (130 hp).

## Clasificaciones tras la carrera
| Pos. | Piloto                 | Puntos | Cambios     |
| ---- | ---------------------- | ------ | ----------- |
| 1    | António Félix da Costa | 28     | Sin cambios |
| 2    | Jean-Éric Vergne       | 18     | Sin cambios |
| 3    | Jérôme d'Ambrosio      | 15     | Sin cambios |
| 4    | Mitch Evans            | 12     | Sin cambios |
| 5    | André Lotterer         | 11     | Sin cambios |

| Pos. | Equipo                    | Puntos | Cambios     |
| ---- | ------------------------- | ------ | ----------- |
| 1    | DS Techeetah              | 29     | Sin cambios |
| 2    | BMW i Andretti Motorsport | 28     | Sin cambios |
| 3    | Mahindra Racing           | 15     | Sin cambios |
| 4    | Nissan e.dams             | 14     | Sin cambios |
| 5    | Panasonic Jaguar Racing   | 13     | Sin cambios |